# Longueval-Barbonval
Longueval-Barbonval era una comuna francesa situada en el departamento de Aisne, de la región de Alta Francia, que el 1 de enero de 2016 pasó a ser una comuna delegada de la comuna nueva de Les Septvallons al fusionarse con las comunas de Glennes, Merval, Perles, Révillon, Vauxcéré y Villers-en-Prayères.

## Demografía
| Gráfica de evolución demográfica de Longueval-Barbonval entre 1800 y 2014 |
|                                                                           |

Los datos demográficos contemplados en este gráfico de la comuna de Longueval-Barbonval se han cogido de 1800 a 1999 de la página francesa EHESS/Cassini, y los demás datos de la página del INSEE.